# بازار طهران الكبير
بازار طهران الكبير (بالفارسية: بازار تهران)، هو بازار تاريخي يعود إلى عصر السلالة الصفوية والقاجاريون، وتقع في طهران.
وهو مقسم إلى عدة ممرات بطول 10 كيلومترات، كل منها متخصص في أنواع مختلفة من السلع، وله عدة مداخل، بالإضافة إلى المتاجر، يحتوي بازار طهران الكبير على مساجد وبيوت ضيافة وبنوك.

## معرض الصور

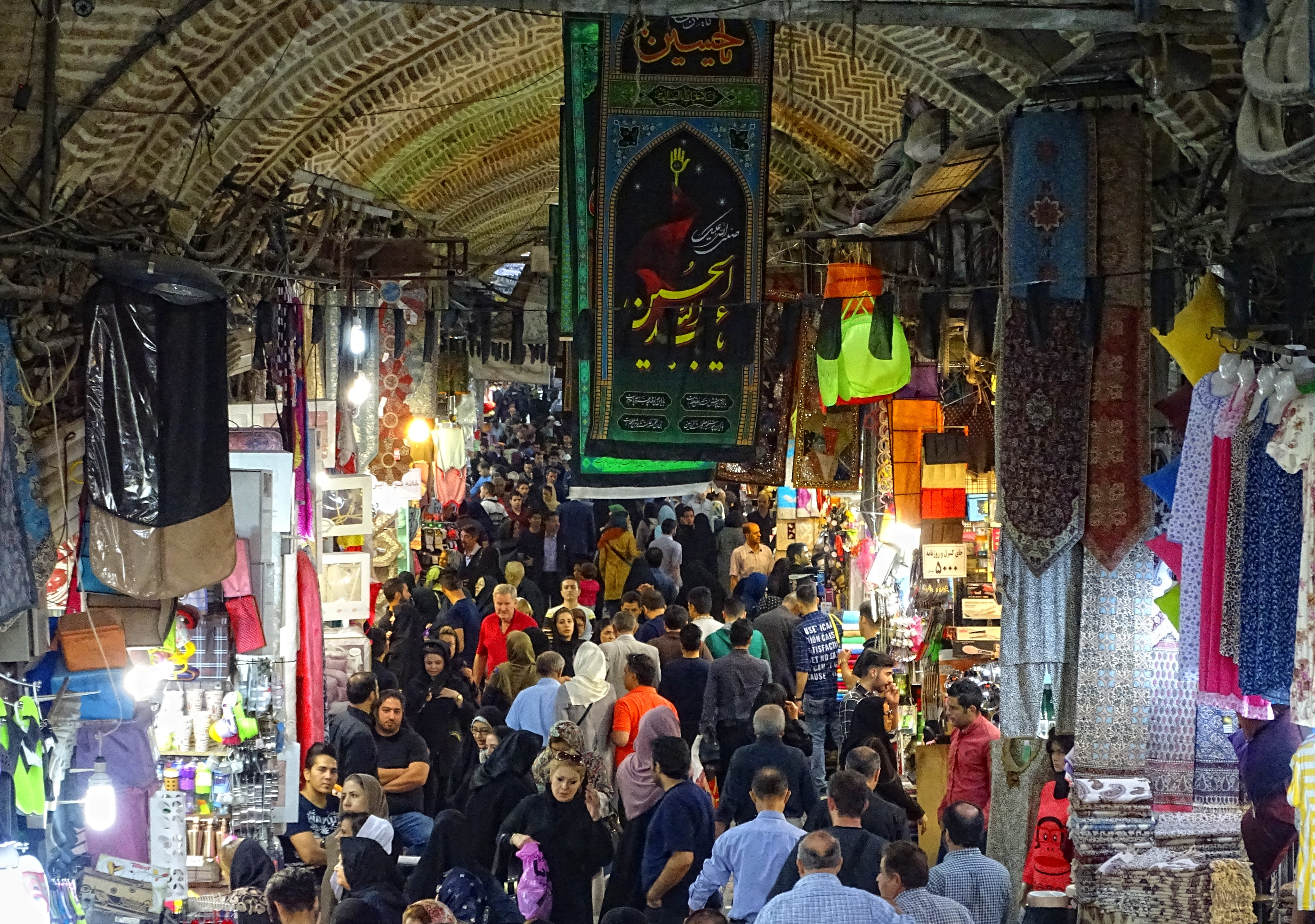
مدخل بازار طهران الكبير عام 2016
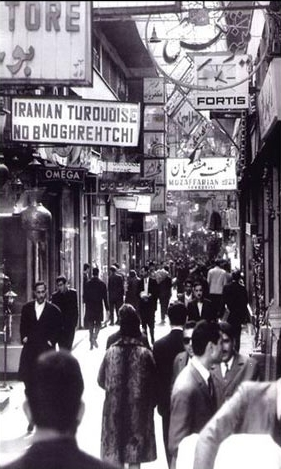
بازار طهران الكبير عام 1954م
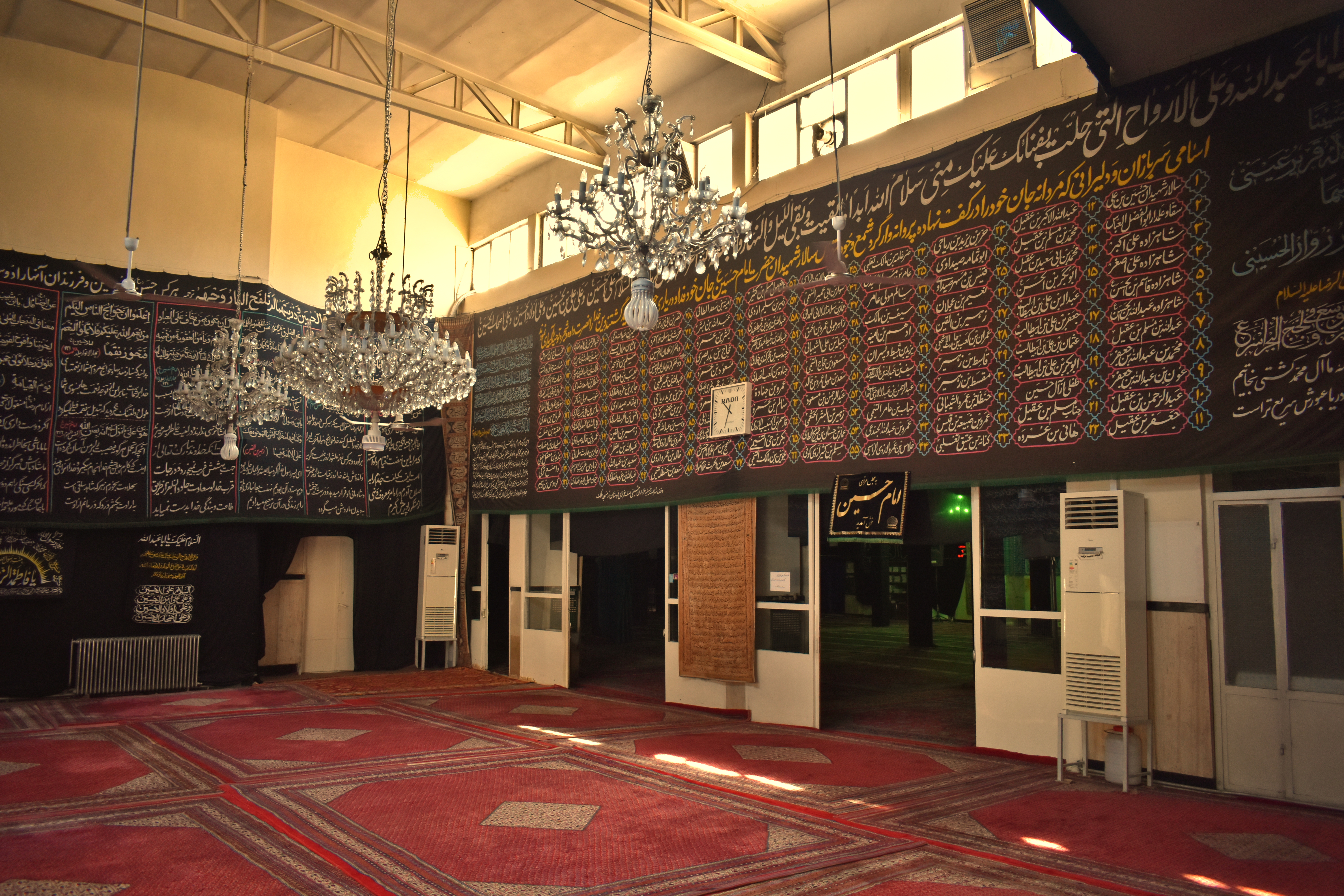
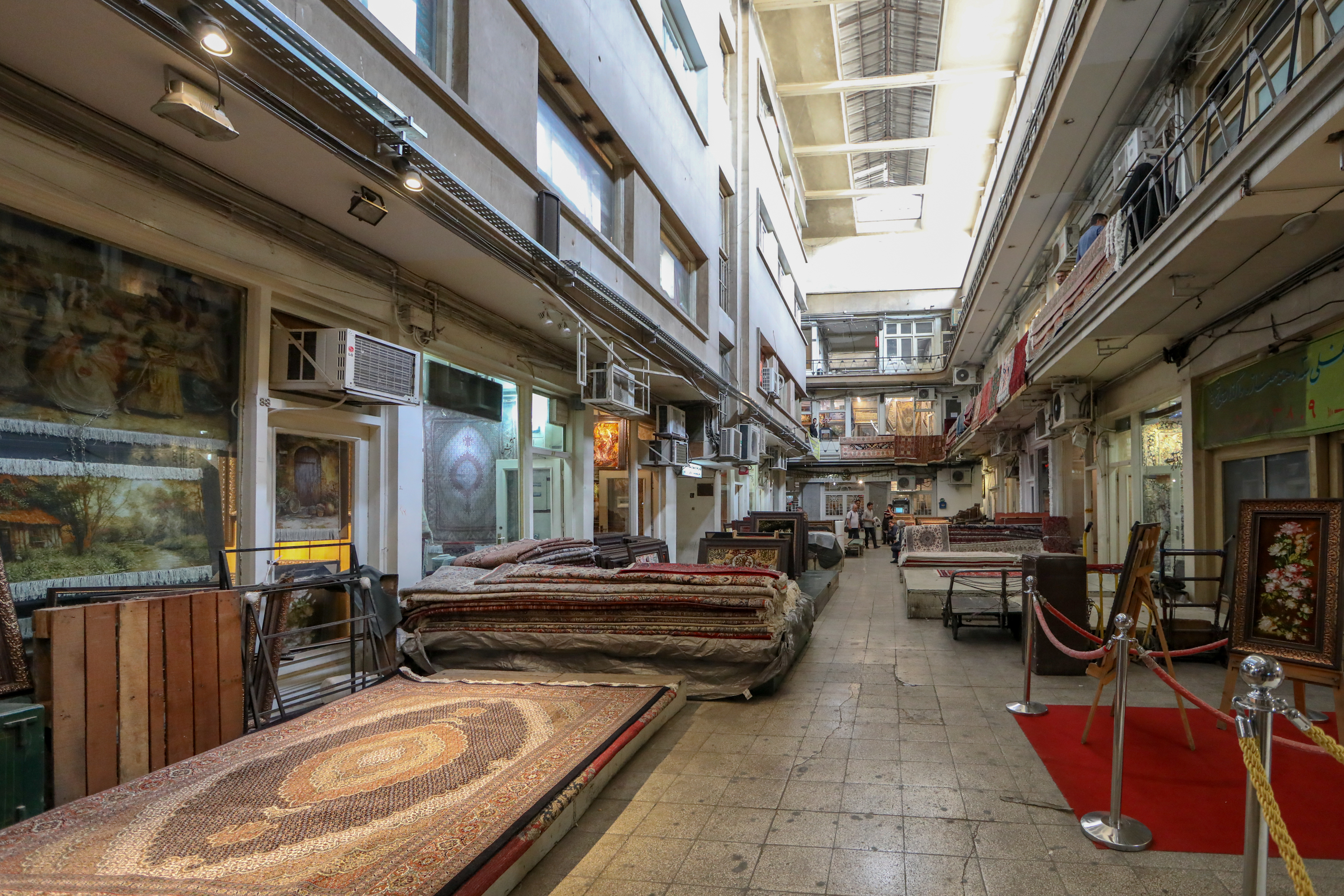
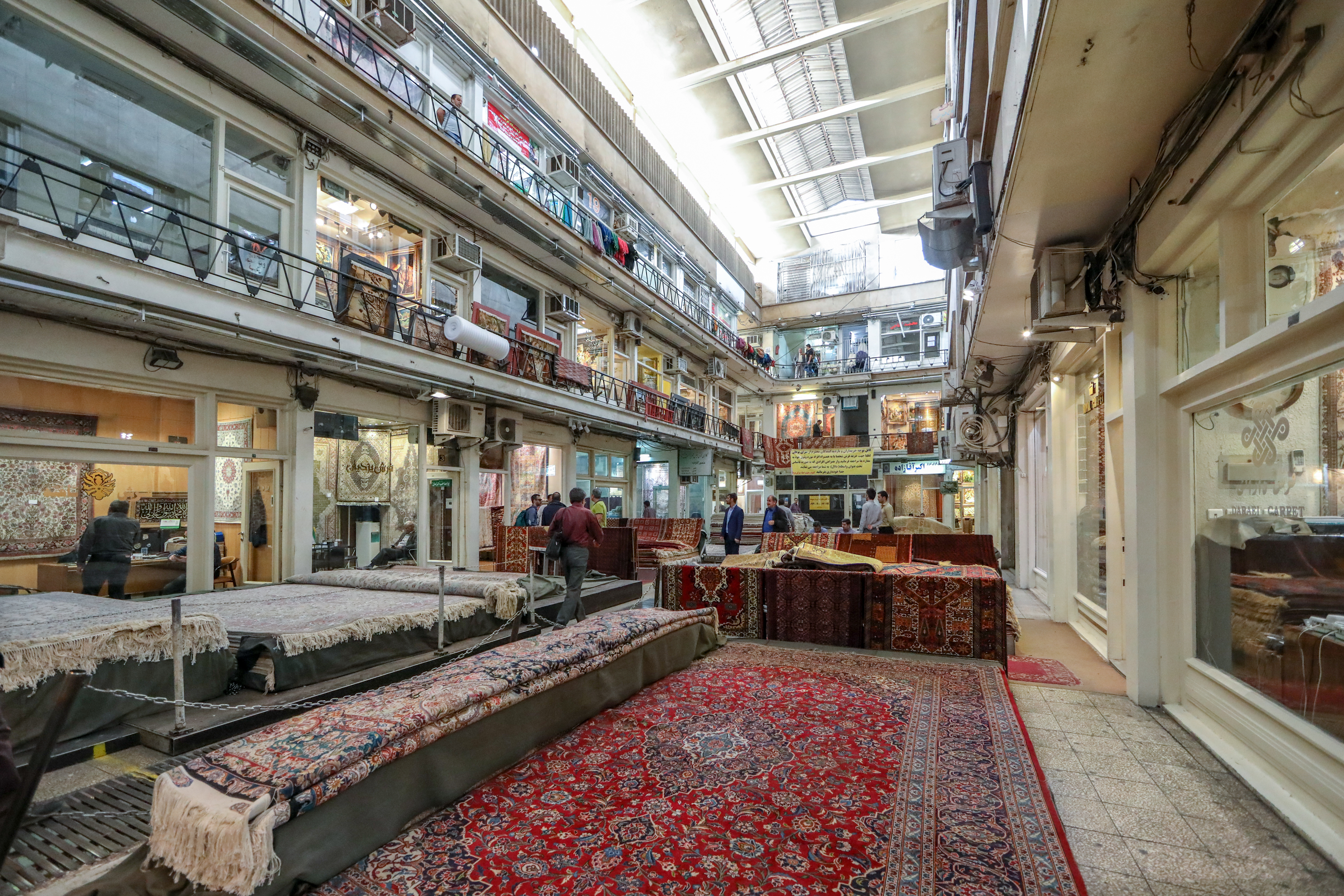
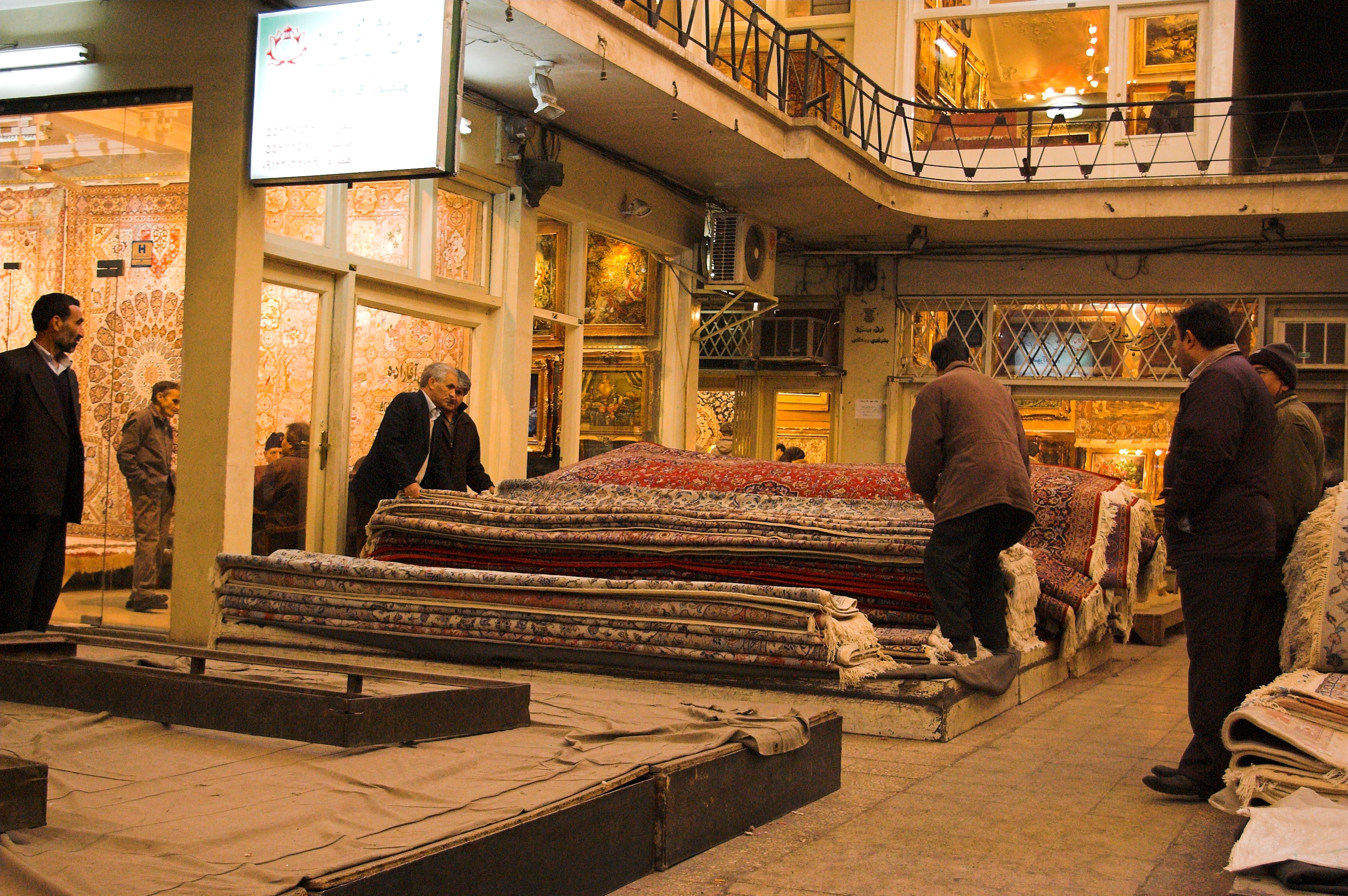
محلات السجاد داخل بازار طهران الكبير.
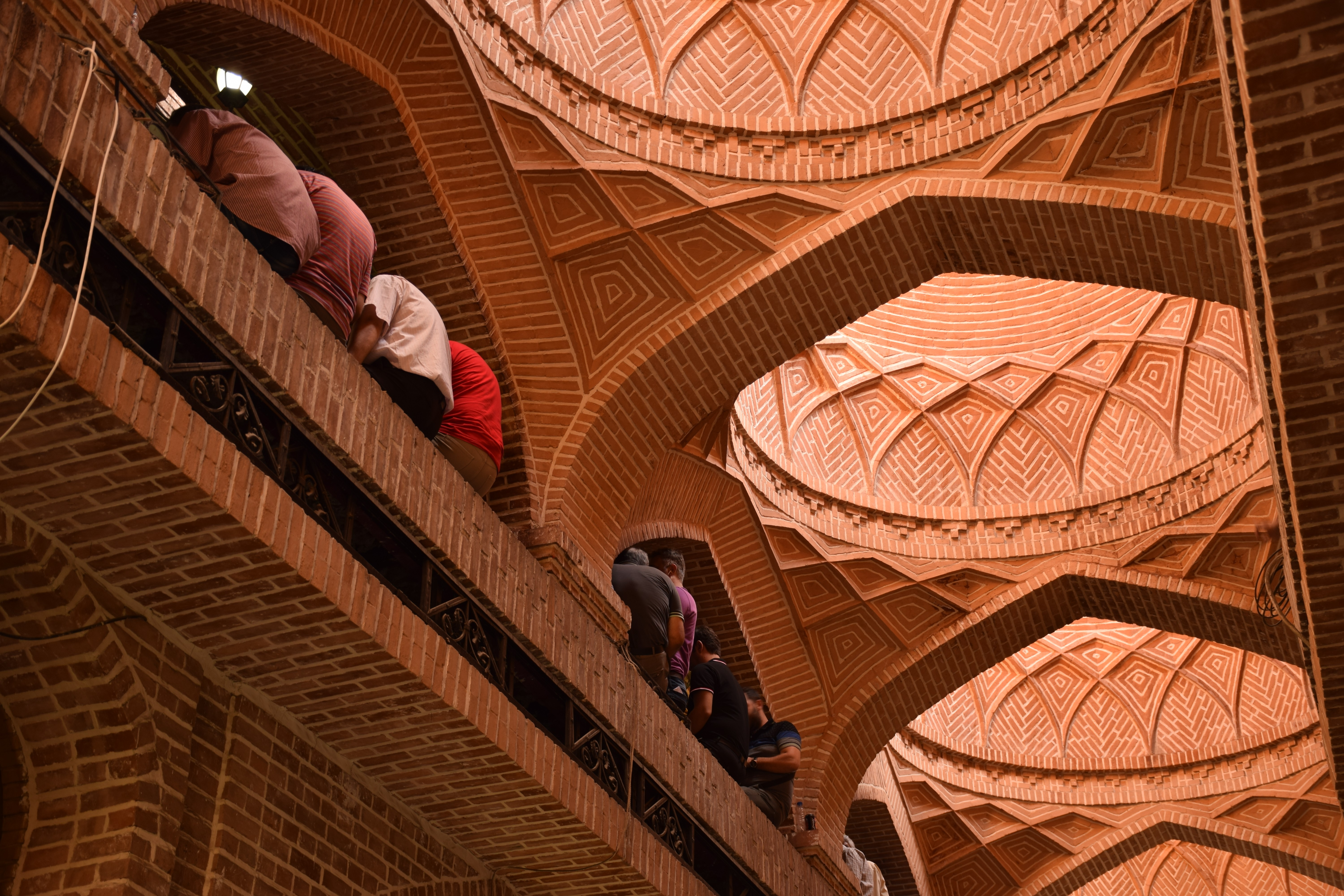
أسقف ممر في بازار طهران الكبير.
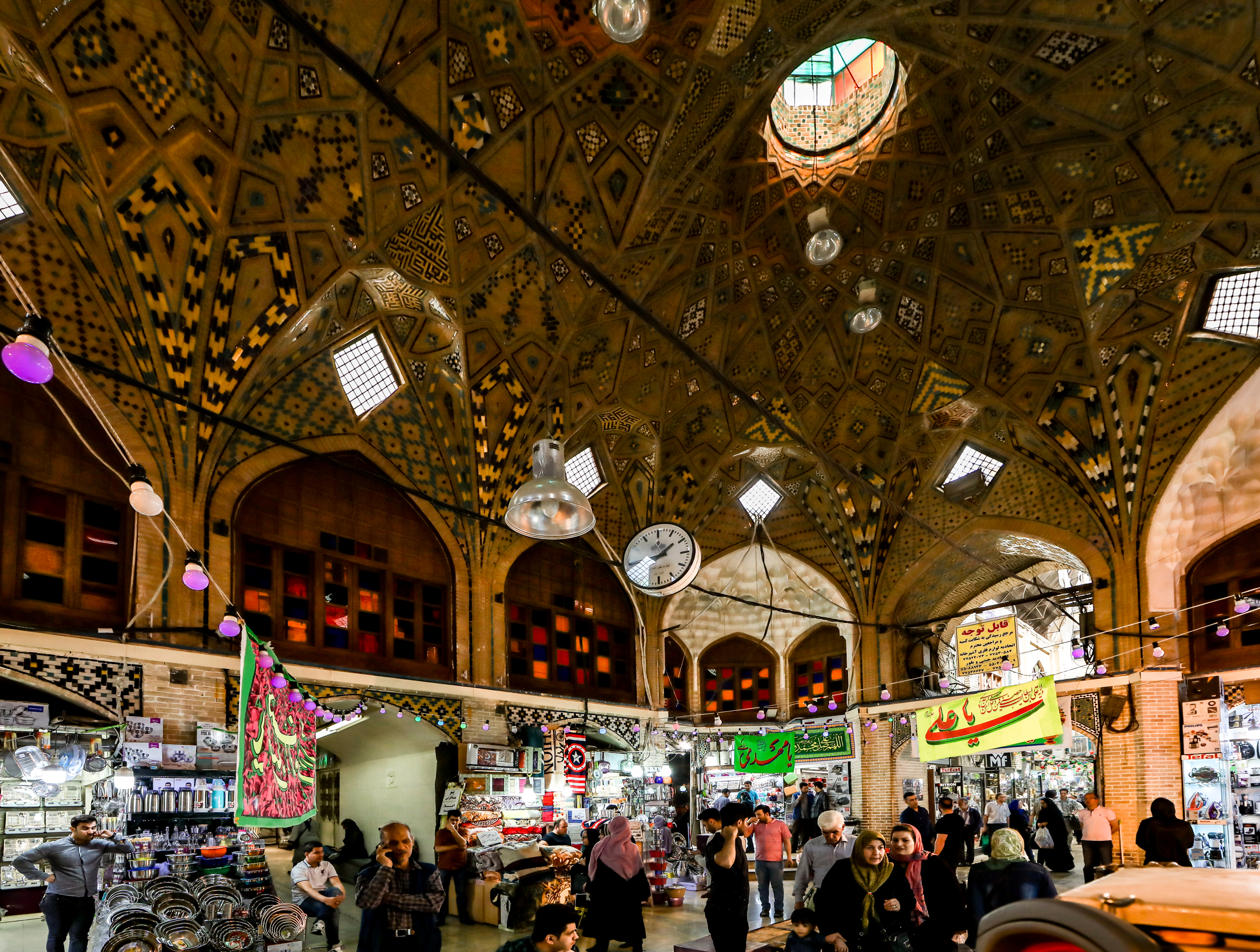
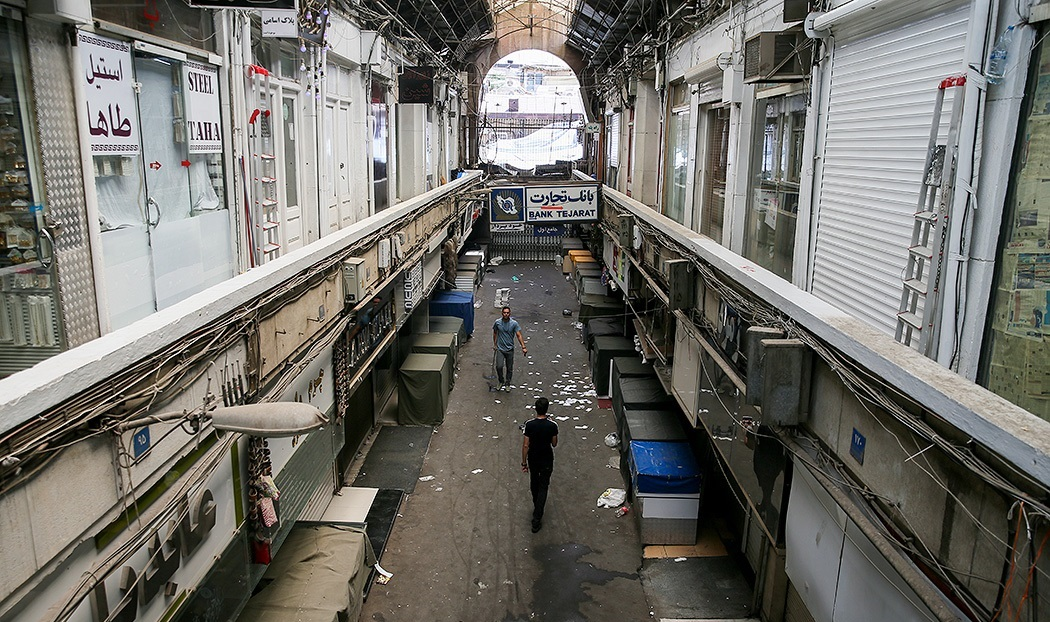
بازار طهران الكبير خلال إضراب للاحتجاج على الوضع الاقتصادي في 25-06-2018.
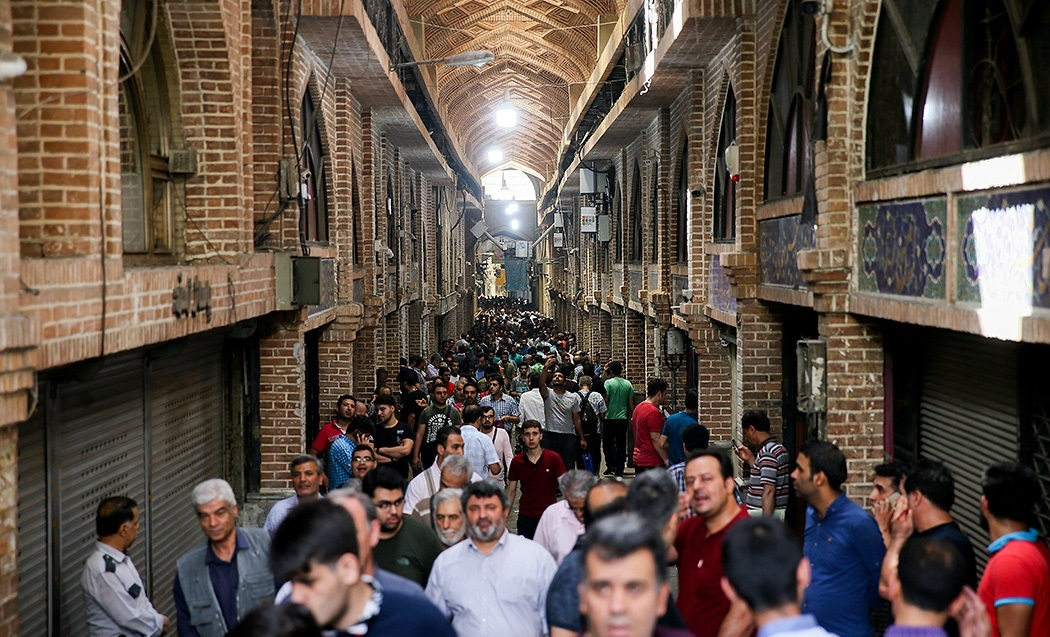
بازار طهران الكبرى خلال إضراب للاحتجاج على الوضع الاقتصادي في 25-06-2018.